# Parafia św. Andrzeja Apostoła w Lipnicy Murowanej
Parafia Świętego Andrzeja Apostoła w Lipnicy Murowanej - parafia rzymskokatolicka znajdująca się w diecezji tarnowskiej w dekanacie Lipnica Murowana. Erygowana w 1144. Mieści się pod numerem 39. Prowadzą ją księża diecezjalni.
Wieloletnim proboszczem parafii był ks. Zbigniew Kras, który w sierpniu 2015 został kapelanem prezydenta RP Andrzeja Dudy.

## Kościoły
Parafia posiada cztery świątynie.
- Kościół parafialny św. Andrzeja Apostoła
- Kościół cmentarny św. Leonarda
- Kościół św. Szymona z Lipnicy
- Kościół św. Stanisława (w Borównej)